# Phoenicurusia
Phoenicurusia là một chi bướm ngày thuộc họ Bướm xanh.